# Jäkäläkero
Jäkäläkero är en bergstopp i Finland.   Den ligger i den ekonomiska regionen  Fjäll-Lappland  och landskapet Lappland, i den norra delen av landet, 900 km norr om huvudstaden Helsingfors. Toppen på Jäkäläkero är 600 meter över havet, eller 80 meter över den omgivande terrängen. Bredden vid basen är 2,0 km.
Terrängen runt Jäkäläkero är varierad.  Trakten runt Jäkäläkero är nära nog obefolkad, med mindre än två invånare per kvadratkilometer.